# Virginia Raggiová
Virginia Raggiová (Raggi; * 18. července 1978 Řím) je italská právnička a politička, členka Hnutí pěti hvězd. V červnu 2016 se jako první žena stala starostkou Říma.

## Život
Virginia Raggiová vystudovala právo na Univerzitě Roma Tre.
V červnu 2016 se stala historicky první starostkou Říma, před volbami apelovala k boji proti korupci a kritizovala veřejné služby. Její předchůdce Ignazio Marino byl v říjnu 2015 donucen k rezignaci kvůli skandálu, který se týkal jeho výdajů.
Strukturálním problémům Říma ale její vláda nedokázala čelit a podle New York Times se její jméno stalo „zkratkou pro všechno, co je ve městě špatně“.
V komunálních volbách v říjnu 2021 post starostky neobhájila, když v prvním kole skončila až na čtvrtém místě.

## Osobní život
Virginia Raggiová je vdaná, má jednoho syna.